# 意義と意味
意義と意味（ドイツ語: Sinn und Bedeutung、英語: sense and reference）は、ゴットロープ・フレーゲが1892年の論文「意義と意味について」（Über Sinn und Bedeutung）で提起した言語哲学上の概念の区別。日本語では意義とイミ、意義と指示対象などとも訳される。
フレーゲは同論文で、「明けの明星」（独: Morgenstern）と「宵の明星」（独: Abendstern）という二つの名詞を例にとってこの区別を説明した。すなわち、どちらの名詞も同じ天体（金星）を指すという点で意味（Bedeutung）は同じだが、意義（Sinn）は異なると説明した。フレーゲはこれを名詞だけでなく文にも拡大適用した。